# Матье де Три
Матьё де Три (фр. Mathieu de Trie; ум. 1272) — шателен де Монси с 1224 года, сеньор де Три и де Монси с 1241 года, сеньор де Плесси-Бильбо с 1251 года, граф Даммартена с 1259 года. Старший сын Жана де Три (ум. до 1237), шателена де Три, и Аликс де Даммартен (ум. после 1237), дочери графа Даммартена Обри III.

## Биография
В 1259 году после смерти Матильды, графини Булони и Даммартена, племянницы его матери, унаследовал графство Даммартен.

## Семья
Жена (свадьба не позднее 1237) — Марсилия де Монморанси (ум. 1264), дочь Матьё II, сеньора де Монморанси.
Дети:
- Рено, умер в молодом возрасте
- Филипп, умер при жизни отца
- Жан II Бильбо (погиб в битве при Куртре в 1302), граф Даммартена
- Симон — канонник в Бове,
- Тибо (ум. 1302), сеньор де Серифонтен.

Ещё один сын, не известный по имени, был отцом Рено де Три (до 1260 — после 1298), родоначальника сеньоров дю Плесси-Бильбо и де Монси, сеньоров де Марёйль и де Фонтене.